# Richard Cementarius
Richard Cementarius (auch bekannt als Richard the Mason) war ein schottischer Architekt und wurde 1272 erster Provost of Aberdeen. Am Hofe Alexander III. hielt er den Titel des Kings Master Mason.
Er entwarf den alten Turm des Drum Castle, ebenso das nahe Brig o' Balgownie. Beide Bauwerke haben unverwechselbare spitze Bögen, die als Charakteristika seiner Arbeit gelten.